# Nazionale maschile under 21 di calcio della Finlandia
La nazionale di calcio finlandese Under-21 è la rappresentativa calcistica Under-21 della Finlandia ed è posta sotto la Suomen Palloliitto. La squadra partecipa al campionato europeo di categoria che si tiene ogni due anni.

## Partecipazioni ai tornei internazionali

### Europeo U-21
- 1978: Non qualificata
- 1980: Non qualificata
- 1982: Non qualificata
- 1984: Non qualificata
- 1986: Non qualificata
- 1988: Non qualificata
- 1990: Non qualificata
- 1992: Non qualificata
- 1994: Non qualificata
- 1996: Non qualificata
- 1998: Non qualificata
- 2000: Non qualificata
- 2002: Non qualificata
- 2004: Non qualificata
- 2006: Non qualificata
- 2007: Non qualificata
- 2009: Primo turno
- 2011: Non qualificata
- 2013: Non qualificata
- 2015: Non qualificata
- 2017: Non qualificata
- 2019: Non qualificata
- 2021: Non qualificata
- 2023: Non qualificata
- 2025: Primo turno

## Rose

### Europei
Campionato d'Europa Under-21 UEFA 20091 Jaakkola, 2 Jalasto, 3 Raitala, 4 Portin, 5 Turunen, 6 Sparv, 7 Hämäläinen, 8 M. Hetemaj, 9 Sadik, 10 Otaru, 11 Parikka, 12 Masalin, 13 Kärkkäinen, 14 Aho, 15 Äijälä, 16 P. Hetemaj, 17 Hakola, 18 Vasara, 19 Kokko, 20 Pukki, 21 Viljanen, 22 Toivio, 23 Lehtovaara, CT: Kanerva
Campionato d'Europa Under-21 UEFA 20251 Bergström, 2 Jansson, 3 Galvez, 4 Peltola, 5 Miettinen, 6 Väänänen, 7 Skyttä, 8 Marchiev, 9 Hytönen, 10 Arifi, 11 Terho, 12 Henriksson, 13 Pyyhtiä, 14 Wallius, 15 Hyryläinen, 16 Naamo, 17 Talvitie, 18 Keskinen, 19 Jukkola, 20 Liimatta, 21 Koski, 22 Ylitolva, 23 Paunio, CT: Lehkosuo

## Rosa attuale
Lista dei 23 giocatori convocati per il Campionato europeo di calcio Under-21 del 2025 in Slovacchia.
Presenze e reti aggiornate al 5 giugno 2025.
| 1  | P | Lucas Bergström  | 5 settembre 2002 (22 anni)  | 16 | 0  | Chelsea         |  |  |
| 12 | P | Elmo Henriksson  | 10 marzo 2003 (22 anni)     | 3  | 0  | Sporting Gijón  |  |  |
| 23 | P | Roope Paunio     | 14 dicembre 2002 (22 anni)  | 1  | 0  | SJK             |  |  |
|    |   |                  |                             |    |    |                 |  |  |
| 2  | D | Rony Jansson     | 10 gennaio 2004 (21 anni)   | 9  | 0  | Kalmar          |  |  |
| 3  | D | Tomas Galvez     | 28 gennaio 2005 (20 anni)   | 10 | 1  | Cambuur         |  |  |
| 5  | D | Samuli Miettinen | 16 giugno 2004 (20 anni)    | 3  | 0  | KuPS            |  |  |
| 14 | D | Kalle Wallius    | 2 gennaio 2003 (22 anni)    | 18 | 0  | Ilves           |  |  |
| 16 | D | Dario Naamo      | 14 maggio 2005 (20 anni)    | 7  | 0  | St. Pölten      |  |  |
| 21 | D | Ville Koski      | 27 gennaio 2002 (23 anni)   | 29 | 1  | Istria 1961     |  |  |
| 22 | D | Miska Ylitolva   | 23 maggio 2004 (21 anni)    | 15 | 1  | HJK             |  |  |
|    |   |                  |                             |    |    |                 |  |  |
| 4  | C | Matti Peltola    | 3 luglio 2002 (22 anni)     | 5  | 1  | D.C. United     |  |  |
| 6  | C | Santeri Väänänen | 1º gennaio 2002 (23 anni)   | 21 | 1  | Rosenborg       |  |  |
| 7  | C | Naatan Skyttä    | 7 maggio 2002 (23 anni)     | 26 | 11 | Dunkerque       |  |  |
| 8  | C | Adam Marchiev    | 17 marzo 2002 (23 anni)     | 23 | 0  | Arīs Limassol   |  |  |
| 10 | C | Doni Arifi       | 11 aprile 2002 (23 anni)    | 6  | 0  | Ilves           |  |  |
| 13 | C | Niklas Pyyhtiä   | 25 settembre 2003 (21 anni) | 18 | 1  | Südtirol        |  |  |
| 15 | C | Luka Hyryläinen  | 25 agosto 2004 (20 anni)    | 10 | 1  | Ulma            |  |  |
| 20 | C | Otso Liimatta    | 10 luglio 2004 (20 anni)    | 19 | 8  | Famalicão       |  |  |
|    |   |                  |                             |    |    |                 |  |  |
| 9  | A | Teemu Hytönen    | 15 agosto 2002 (22 anni)    | 4  | 0  | Ilves           |  |  |
| 11 | A | Casper Terho     | 24 giugno 2003 (21 anni)    | 21 | 4  | Paderborn       |  |  |
| 17 | A | Juho Talvitie    | 25 marzo 2005 (20 anni)     | 16 | 3  | Heracles Almelo |  |  |
| 18 | A | Topi Keskinen    | 7 marzo 2003 (22 anni)      | 12 | 2  | Aberdeen        |  |  |
| 19 | A | Oiva Jukkola     | 21 maggio 2002 (23 anni)    | 6  | 2  | Ilves           |  |  |